# Warogodzina
Warogodzina (oznaczenie: varh lub var·h) – legalna, pozaukładowa jednostka biernej energii elektrycznej.
1 varh = 3600 J